# Juan Melé
Pour les articles homonymes, voir Mele (homonymie).
Juan Nicolás Melé est un artiste argentin  né le 15 octobre 1923, à Buenos Aires, où il est mort le 29 mars 2012.

## Biographie
À l'âge de 11 ans, il  commence à étudier le dessin et la peinture. Il suit les cours de l’École des beaux-arts  "Manuel Belgrano"(avec ses amis Gregorio Vardanega et Tomás Maldonado   puis l’École national des Beaux-arts "Prilidiano Pueyrredon ». 
Diplômé enseignant, Juan Melé entre en contact avec l’association  Arte Concreto-Invencion formé par Alfredo Hlito, Lidy Prati, Manuel Espinosa, Enio Iommi, les frères Lozza, Tomás Maldonado, Alberto Molenberg, Claudio Girola, Jorge Souza, Antonio Caraduje, Oscar Nunez, Virgilio Villalba y Contreras, avec qui il participe à la troisième exposition de groupe en octobre 1946.
Le gouvernement français lui attribue une bourse avec laquelle il suit L'École du Louvre entre 1948 et 1949. 
Il expose en Italie, où il entre en contact avec les membres du groupe de Béton de Milan. En Suisse il est entré en contact avec Max Bill et, à Paris, Michel Seuphor.
En 1950, en Argentine, il continue à travailler dans les arts comme enseignant d'Histoire des Arts à l’École nationale des Beaux Arts. En 1955 il est cofondateur d'Arte Nuevo dirigé par Aldo Pellegrini et Carmelo Arden-Quin et comptant en ses rangs Martha Boto, Simona Ertan, Eduardo Jonquieres et Gregorio Vardanega.   
En 1974 il s’installe à New York où il travaille et expose à la Galerie de Caïman (1978) et à la Galerie d'Arc (1983/5). En 1981 il  expose au Museo "Eduardo S í Vori" à Buenos Aires. En 1986, il retourne en Argentine et une année plus tard il organise une exposition individuelle au Museo d'arte Moderno.
Depuis 1990 il vit à Buenos Aires et Paris.